# Albalate de las Nogueras
Albalate de las Nogueras es un municipio y localidad española de la provincia de Cuenca, en la comunidad autónoma de Castilla-La Mancha. El término municipal, ubicado en la comarca de La Alcarria conquense, tiene una población de 271 habitantes (INE 2024).

## Geografía
La localidad se encuentra situada entre los ríos Albalate y Trabaque.  

## Historia
A mediados del siglo XIX, la villa tenía contabilizada una población de 875 habitantes. Aparece descrita en el primer volumen del Diccionario geográfico-estadístico-histórico de España y sus posesiones de Ultramar de Pascual Madoz de la siguiente manera:

ALBALATE DE LAS NOGUERAS: v. con ayunt. en la prov., adm. de rent., y dióc. de Cuenca (6 leg.), part. jud. de Priego (2), aud. terr. de Albacete (30). y c. g. de Castilla la Nueva (Madrid 24.): se halla sit. en la cumbre de un cerro, á la falda de una montaña de las muchas sin arbolado alguno que la rodean, y dominada por el aire N., que hiela bastantes frutos: su clima es sano, y las enfermedades que se conocen, dolor de costado y tercianas. Tiene 168 casas habitadas, ninguna sin habitar, y 4 arruinadas desde el año 1734: forman 14 calles y 2 plazas, aquellas muy estrechas, irregulares, y mal empedradas, y la plaza principal hermosa, de mucha capacidad, cuadrada, y sit. en lo mas céntrico y elevado del pueblo: las casas son de tosca construccion, de siete varas de altura á lo mas, de un solo piso, y las cámaras para los graneros; la igl. parr. (Ntra. Sra. de la Asuncion), de 120 pies de long., 24 de lat. y 60 de altura, tiene siete altares, una torre ó campanario de figura de mitra, una reliquia de San Bonifacio, á quien celebran anualmente fiesta 24 cofrades del cabildo, y un anejo en Rivagorda; el curato que es de térm., está servido por el párroco, un teniente para el anejo, y un sacristan para las dos igl. Hay ademas tres ermitas, una titulada de San Sebastian, donde se halla el cementerio, otra de San Anton, dentro del pueblo, y otra estramuros, de Sta. Quiteria, sit. en una colina que domina la pobl.: á la escuela de primera enseñanza asisten entre niños y niñas 80, bajo la direccion  de un maestro, dotado con 1,500 rs. pagados de fundaciones piadosas, presupuesto municipal, y retribucion de los alumnos. A dist. de 1/2 leg. de la v., existe una fuente que llaman de los Baños, en el sitio que ocupaba la ant. pobl. llamada Albalate de Bombarrá: el agua, aunque es de buena calidad, no se surten de ella hace algunos años los vec., porque quedó casi obstruida á consecuencia de grandes avenidas, y beben el agua bastante gruesa del r. Trabaque, que baja por una hoz al E. de la pobl., formando un semicírculo desde N. á O.: en esta parte hay una hermosa vega que alternativamente produce hortaliza, legumbres y cereales, y se riega con las aguas del mencionado r., que ademas dan movimiento á tres molinos harineros y un batan, fertilizan otro hermoso y vasto campo llamado la Calleja, y un sinnúmero de huertecillos del vecindario. Tambien baja desde Torralba un riach. que lleva el nombre de dicho pueblo, con cuyas aguas se riegan infinidad de almudes de tierra de la vega que llaman de Arriba, y la Veguilla. Por todas las salidas de la pobl. se encuentran paseos muy agradables, llanos y espaciosos, cubiertos de variedad de arbolado, que sustenta el r,. y en particular de frondosas nogueras. Confina el térm. por N. con el de Villaconejos, E. con los de la Frontera y Cañamares, S. con los de Rivagorda y Torralba, y O. con Arrancacepas y Cañaveras; dist. los confines de estos pueblos 1/2 leg. de la pobl.: encierra el térm. 7,020 fan. de tierra, de las que se cultivan 3,747; 122 de primera calidad. 1,000 de segunda, y 2,625 de tercera; hallándose incultas las restantes 3,273 que comprenden los terrenos llamados la Cañada-Real, Veredillas, aguaderos y sesteros de los ganados, con las riberas de los dos r., el suelo de estos, el de la pobl., y otros parages realengos y del comun de vec.: de estas fan. se pueden cultivar 699; 349 de segunda calidad, y 359 de tercera; pero no las restantes 2,574 fan. que son de peñascos y maleza: de las cultivadas, 500 se hallan plantadas de viña, 25 de olivos, 19 de huerta, 20 de cañamones, y las demas destinadas á cereales. Sus caminos son los de Villaconejos, Torralba, Priego y Cañaveras, de carretas, aunque no estan usados y arreglados; los que conducen á los demas pueblos de la sierra son sendas intransitables por lo escabroso del suelo. La correspondencia llega los jueves y domingos, conducida por un propio que tiene la retribucion de un cuarto por carta, y está libre de otras cargas y contr.: prod. trigo, centeno, cebada, avena, alazor (grano y flor), vino, aceite, azafran, cáñamo, nueces, garbanzos, almortas y otras legumbres y hortalizas, alguna miel, ganado lanar ordinario, asnal, mular, de cerda y cabrio; caza de perdices, liebres y conejos en corta cantidad por la falta de monte. Los frutos que produce el térm. se consumen por lo regular en el pueblo: el vino se esporta, vendiéndolo á los serranos, los cuales estraen tambien algunos frutos del pais: el alazor lo sacan los comerciantes de Cuenca, y con el azafran se surten todos los pueblos inmediatos: ind.: la principal es la agricultura; pero hay tambien varios telares de géneros de lino y lana, y aquellos oficios indispensables en todo pueblo: pobl.: 220 vec., 875 alm.: riqueza prod.: 2.142,560 rs.: imp.: 107,128 rs.: importan los consumos 9,550 rs. 30 mrs. El presupuesto municipal asciende á 12,212 rs., y se cubre con el cánon que anualmente producen un molino harinero, un batan, una posada, una huerta y varias tierras, todo correspondiente á los fondos de propios, y también con el prod. de los terrazgos del comun de vec., llamados Dehesa y Ouiñones: si estas rent. no alcanzan, el déficit se cubre por repartimiento vecinal. Hay concedido por el Gobierno un mercado todos los jueves, pero la falta de concurrentes lo hace del todo insignificante: mas concurrencia se nota en las fiestas que se celebran en su dia á S. Blas, que es el patrono, Sta. Quiteria, y Ntra. Sra. del Rosario, en las cuales hay corridas de toros, comedia, y otras diversiones, y se reparten á los pobres panecillos, queso y cañamones. Esta v. está miserable á pesar de la fecundidad de sus tierras, porque la escesiva vinculación tiene cortado el vuelo á la riqueza terr., y los pobres labradores apenas pueden hacer frente con su trabajo á las necesidades de sus familias.
(Madoz, 1845, pp. 286-287)

## Demografía
Albalate de las Nogueras cuenta con una población de 271 habitantes (INE 2024).
| Gráfica de evolución demográfica de Albalate de las Nogueras entre 1842 y 2021                                      |
| |
| Población de derecho según los censos de población del INE Población de hecho según los censos de población del INE |

## Economía
Se trata de un pueblo con una gran tradición vinícola, destacando dos parajes como son las cuevas de la Tercia y del Carril donde los vecinos del municipio producen vino de forma artesanal. La base de su economía es la agricultura. Se cultivan cereales, sobre todo cebada. También fue importante el cultivo de mimbre. Unas pocas familias hoy en día se dedican también a la ganadería ovina.

## Administración
| Periodo   | Nombre                     | Partido |
| --------- | -------------------------- | ------- |
| 1979-1983 | Maximiliano Barrios Blanco | AP      |
| 1983-1987 | Maximiliano Barrios Blanco | AP      |
| 1987-1991 | Maximiliano Barrios Blanco | AP      |
| 1991-1995 | Lucinia Moreno Gómez       | PSOE    |
| 1995-1999 | Lucinia Moreno Gómez       | PSOE    |
| 1999-2003 | Lucinia Moreno Gómez       | PSOE    |
| 2003-2007 | Lucinia Moreno Gómez       | PSOE    |
| 2007-2011 | Pedro Blanco Salcedo       | PP      |
| 2011-2015 | Pedro Blanco Salcedo       | PP      |
| 2015-2019 | Pedro Blanco Salcedo       | PP      |
| 2019-2023 | Pedro Luis Auñón Morillas  | PSOE    |

## Fiestas
- 3 de febrero, San Blas.
- Último fin de semana de agosto, Virgen del Rosario.
- El día 15 de mayo se celebra San Isidro, es la fiesta de los labradores. Se celebra una procesión donde los jóvenes del pueblo se visten con los trajes típicos para acompañar al santo. Al finalizar la misa y procesión se celebra una merienda para todos los vecinos del municipio.
- 22 de mayo, Santa Quiteria.
- 29 de junio, San Pedro.